# トウカイコガタスジシマドジョウ
トウカイコガタスジシマドジョウ（東海小型條縞泥鰌、Cobitis minamorii tokaiensis）は、コガタスジシマドジョウの亜種である。従来、スジシマドジョウ小型種東海型と呼ばれてきたものである。5亜種の中では最も系統的に離れており、かつ最も東に分布する。

## 分布
日本の三重県の宮川以北、岐阜県の伊勢湾流入河川、愛知県、静岡県の太田川以東。

## 形態
通常時は丸い黒斑が体側に連ねるが、繁殖期にオスはその黒斑が繋がり縦帯となる。全体的に丸みを帯びており、基亜種サンヨウコガタスジシマドジョウによく似ている。本亜種は全長4-9cmなのに対し、基亜種は全長4-7cmであり、本亜種のほうがやや大型。オスの胸鰭の骨質盤が円形であることや、第1分枝軟条の上片は細いことから、他のシマドジョウ類と区別ができる。卵黄径は0.8mmで、直径1.6mm。ふ化後1-2日で長い外鰓が発達する。この鰓は酸素の薄い一時水域に適応するためだと考えられており、2-3日後には退縮する。尾鰭の縞模様は成長とともに増加し、成魚になると3-4列になる。尾の付け根の上下の黒点は眼径より小さく、上の方が明瞭。胸鰭腹鰭間筋節数は11から13でほとんどの場合12。第2口髭長は眼径をこえるか同じ。

## 生態
平野部の河川支流や農業用水路の流れの緩やかな泥底に生息する。繁殖期は5～7月で、水位の上昇とともに素掘りの水路や水田などの浅い水域に移動し産卵する。おおむね1年で成熟する。飼育下では5年程度生存することがあるが、野外での寿命は1年ほどとされるが、よくわかっていない。しかし、水田や水路に生息するものの方が概して安定した河川に生息するものより小型であることから、環境によって差があると思われる
。他亜種同様、口から砂の中にあるデトリタスや底生小動物を砂ごと吸い込んで、砂だけを鰓から出して食べるほか、ユスリカの幼虫や藻類なども食べると考えられる。

## 地方名
カンナメドジョウ、ムギカラドジョウ、ムギワラドジョウなどの地方名がある。すべて混称。

## 保全状況
水田水路地帯の近代化や河川改修の影響を強く受けており、環境省のレッドリストでは絶滅危惧ⅠB類に指定されている。
絶滅危惧IB類 (EN)（環境省レッドリスト）